# 釧路弁護士会
釧路弁護士会（くしろべんごしかい、Kushiro Bar Association）は、日本に52ある弁護士会の一つである。略称は「釧弁」（せんべん）。

## 所在地
- 〒085-0824 北海道釧路市柏木町4-3

## 業務内容
- 釧路総合振興局・オホーツク総合振興局[2]・十勝総合振興局・根室振興局管内で行なわれる法律相談の運営
- 裁判員制度の普及活動
- 日本弁護士連合会との連携事業